# Mordred
Mordred is in de meeste versies van de Arthurlegendes de zoon van koning Arthur bij zijn halfzuster Morgause. In de Historia regum Britanniae van Geoffrey van Monmouth is Mordred de zoon van koning Loth van Lothian en Noorwegen en Arthur's zuster Anna. Mordred is volgens die bron de broer van Gawain (Walewein). Mordred en Gawain zijn dus Arthur's neven.
In veel nieuwe versies (waaronder enkele recente films) is zijn moeder Morgana, een andere halfzuster van Arthur. Hij wordt in beide versies verwekt met behulp van een list of als gevolg van een misverstand, met de bedoeling dat hij uiteindelijk zijn vader ten val zal brengen. Uiteindelijk gebeurt dit inderdaad, maar Mordred zelf sterft in het tweegevecht met Arthur bij de Slag bij Camlann.

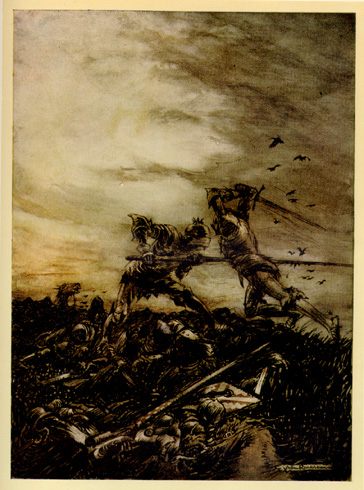
Mordred wordt gedood door koning Arthur.

In de oudste versies van de legende is er geen sprake van dat Mordred een zoon van Arthur zou zijn, hij werd toen beschouwd als de wettige zoon van Morgause en haar man Lot van Orkney. Hiermee is hij de jongere broer van de ridders van de Ronde Tafel Walewein, Agravaine, Gaheris en Gareth.

## Thema
Een mogelijk thema dat in dit verhaal te herkennen is, is de overgang van de Keltische vorm van troonopvolging naar de Germaanse, later overgenomen in het christendom. Bij de eerste is de troonopvolger de zoon van de zus van de koning. Bij de tweede is het de zoon van de koning. Door Mordreds incestueuze afkomst is hij beide.
Een vergelijkbaar thema is terug te vinden bij Beowulf, die ook de neef is van de koning en die eigenlijk koning had moeten worden (maar die tragisch sterft).

## Film
- In de televisieserie Merlin is Mordred een druïde jongen die Merlijn om hulp vraagt, omdat koning Uther hem wil vangen omdat hij magie heeft. Volgens de draak moet Merlin zich hier niet in mengen, zolang de jongen leeft kan Merlin zijn lotsbestemming niet vervullen.
- In de film Merlin uit 1998 wordt hij gespeeld door Jason Done.